# سیستم طبقه‌بندی شیمیایی آناتومیکی درمان

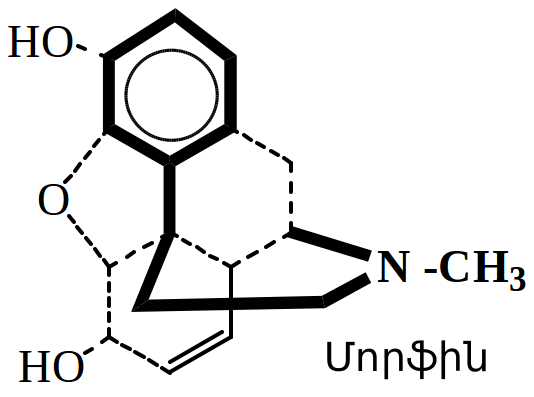
سیستم شیمیایی

سیستم طبقه‌بندی شیمیایی آناتومیکی درمان (به انگلیسی: Anatomical Therapeutic Chemical Classification System) (به اختصار ATC)، یک سیستم طبقه‌بندی دارویی است که در آن داروها براساس اعضاء یا سیستمی که بر روی آن اثر می‌گذارند و همچنین با در نظر گرفتن خصوصیات درمانی، فارماکولوژیک و شیمیایی، در پنج سطح مختلف تقسیم‌بندی می‌شوند.
- در سطح نخست از این تقسیم‌بندی، چهارده گروه اصلی آناتومیکی جای گرفته‌اند و هر کدام با یک حرف مشخص می‌شوند.
- در سطح دوم، زیرگروه درمانی نیز مشخص شده و با ترکیبی از دو عدد بیان می‌گردد.
- در سطح سوم، زیرگروه فارماکولوژیک نیز مشخص شده و با یک حرف بیان می‌شود.
- در سطح چهارم، زیرگروه شیمیایی نیز با یک حرف دیگر مشخص می‌گردد.
- در سطح پنجم، ماده شیمیایی به صورت اختصاصی و با ترکیبی از دو عدد بیان می‌گردد.

به عنوان مثال بر اساس این سیستم طبقه‌بندی، کد N02AC52 بیانگر داروی متادون در کاربرد مسکن می‌باشد.